# Râle à cou roux
Aramides axillaris
Espèce
Statut de conservation UICN

 LC  : Préoccupation mineure
Le Râle à cou roux (Aramides axillaris) est une espèce d'oiseaux de la famille des Rallidae.

## Répartition
Son aire s'étend de manière dissoute à travers les zones littorales du Mexique, d'Amérique centrale et du nord-ouest de l'Amérique du Sud.